# Paolo Micalizzi
Paolo Micalizzi (Reggio Calabria, 17 dicembre 1938 – Ferrara, 20 ottobre 2024) è stato un giornalista e critico cinematografico italiano.

## Biografia
Nato a Reggio Calabria nel 1938, si è diplomato in chimica. Si trasferì a Ferrara nel 1959 per lavorare alla Montecatini, come assistente tecnico al Centro Ricerche nel settore della polimerizzazione (Moplan). Successivamente è divenuto assistente tecnico del vice-direttore.

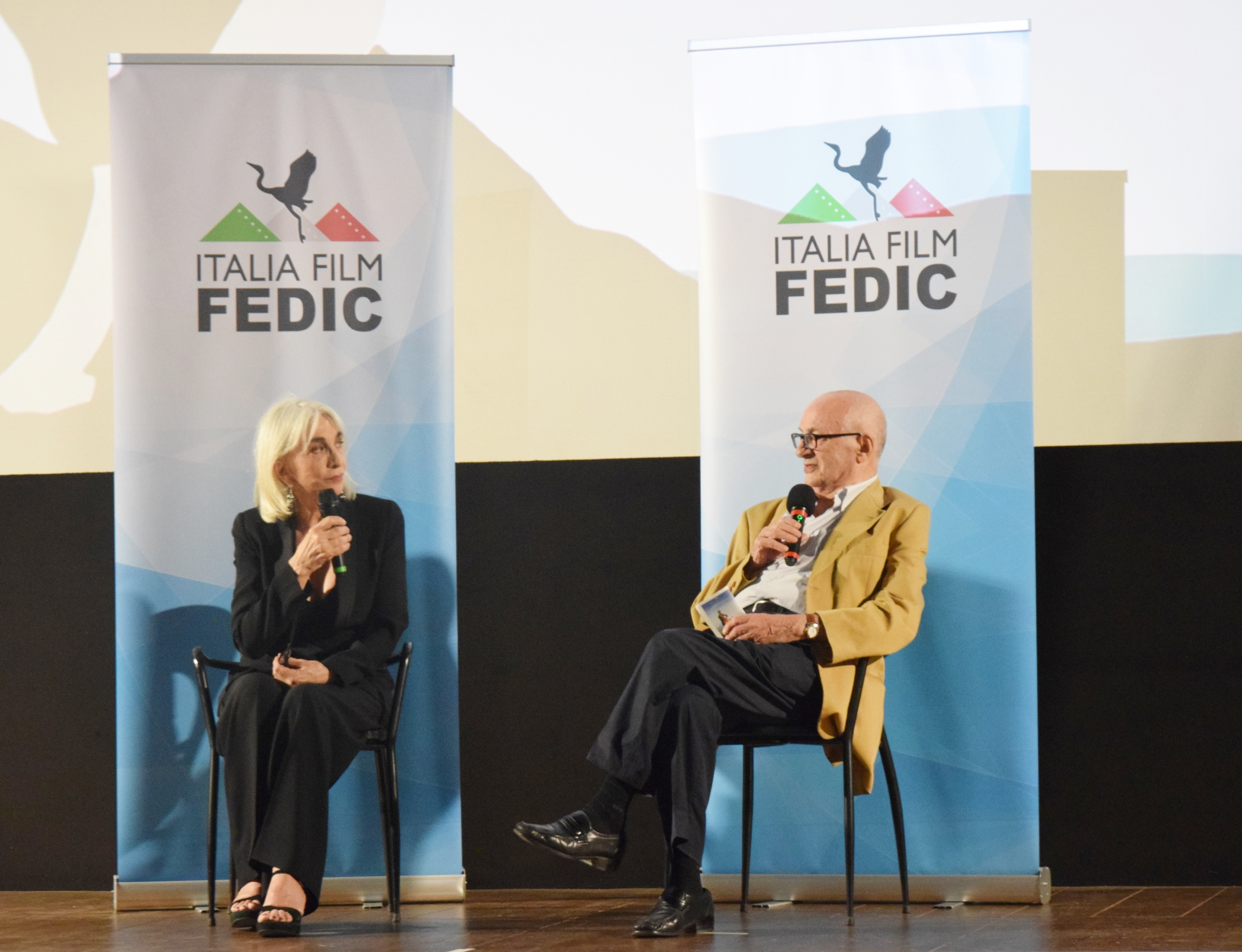
Paolo Micalizzi intervista Anna Bonaiuto, alla 74ª edizione di Italia Film Fedic

A partire dal marzo 1969 ha fatto parte della Funzione Personale, nel quale portò avanti le attività di relazioni pubbliche per la Scuola aziendale e per la Direzione dello stabilimento, divenuto a partire dal 1966 Montedison. Durante questo periodo si anche è occupato delle attività culturali, organizzando anche le visite scolaresche e delle autorità allo stabilimento e curando i rapporti con la stampa. Inoltre, nello stesso periodo, si occupato anche del dopolavoro e dell'Intercircoli aziendale. In ambedue gli incarichi raggiunse la carica di presidente.
Durante la trasferta, di un anno, a Milano, si dedicò al Notiziario per il personale per lo stabilimento di Ferrara e per altri DIPE.
È morto improvvisamente il 20 ottobre 2024, all'età di 85 anni.

## Carriera
Iscritto all’albo dei giornalisti dal 7 luglio del 1971, iniziò a occuparsi di critica cinematografica il 13 marzo 1959, quando fu assunto per circa un anno dalla Gazzetta padana. Successivamente ha collaborato con il Giornale dello spettacolo, Cinema d’oggi, Cineclub, Cinema International, Notiziario SNCCI e CineCritica.
Dal 1969 ha collaborato con Il Resto del Carlino, e ha curato una rubrica di cinema su La voce di Ferrara e Comacchio. Iscritto al SNCCI sin dal 1971, ricoprendo il ruolo di fiduciario del gruppo Emilia-Romagna e presidente del collegio dei sindaci. Inoltre, è stato anche direttore artistico della rivista Carte di cinema. Durante la sua lunga professione di storico e critico di cinema ha pubblicato oltre 15 libri, tra cui Ossessione e il Neorealismo (2023), edizioni Falsopiano, con saggi di: Adriano Aprà, Stefania Parigi, Roberto Lasagna, Alberto Boschi. 
Dal 1993 è stato Direttore del Premio Fedic, che si assegna annualmente al Festival di Venezia. E dal 1995 curatore del Forum Fedic, nel quale annualmente si discuteva sul futuro del cortometraggio. È stato anche Consulente e curatore delle retrospettive del Ferrara Film Festival, e Direttore del Centro studi e Ricerche del cinema Ferrarese.

## Opere
- Il cinema nel delta del Po (1990), S.I.
- Valdarno Cinema Fedic 1998 (1998), Fedic.
- Ezio Pecora: una passione per il cinema (1999), Comune di Ferrara.
- Valdarno Cinema Fedic 2000 (2000), Fedic.
- Florestano Vancini fra cinema e televisione (2002), Longo.
- Al di là e al di qua delle nuvole: Ferrara nel cinema (2004), Aska.
- Antonio Sturla: Il pionere del cinema francese (2008), Este Edition.
- Là dove scende il fiume : il Po e il cinema (2010), Aska.
- Florestano Vancini documentarista alla ricerca della realtà italiana (2011), Comune di Ferrara, 2011
- L’Orlando furioso e il suo mondo nel cinema italiano (2016), La Carmelina.
- La Ferrara di Florestano Vancini (2018), Comune di Ferrara.
- Massimo Sani – La storia in televisione (2019), Este Edition.
- Giorgio Ferroni, Calvin Jackson Padget : dai documentari e film di genere al western spaghetti (2019), La Carmelina.
- Ossessione e il neorealismo – Atti del convegno (2023), Falsopiano.

## Riconoscimenti
- 1994: Premio della camera di Commercio
- 2009: Premio Stampa alla carriera
- 2019: Premio Bisato d’Oro, al Festival di Venezia
- 2021: Premio Fedeltà, al Corto Fiction
- 2022: Premio alla carriera, alla 72ª edizione Fedic[5]
- 2023: Premio Anassilaos alla carriera[6]
- 2024: Premio Bronzi di Riace[7]